# Gambasca

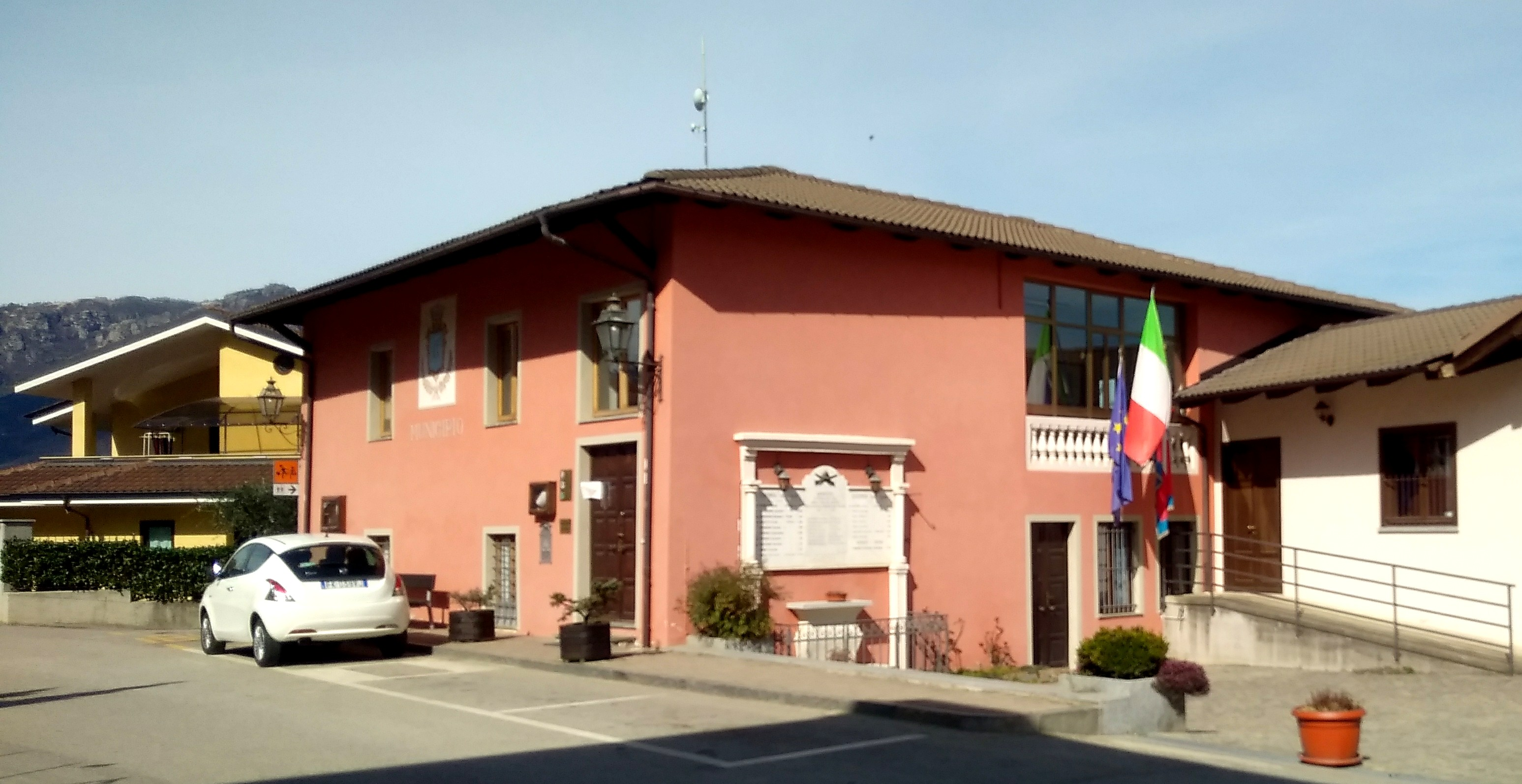
Gambasca Rathaus

Gambasca ist eine Gemeinde in der italienischen Provinz Cuneo (CN), Region Piemont, etwa 55 km südlich von Turin.

## Lage und Einwohner
Gambasca liegt 45 km nördlich von der Provinzhauptstadt Cuneo am Ende des Valle Po, einige Kilometer bevor sich das Gebirgstal in die Poebene öffnet. Der in den Cottischen Alpen entspringende Po fließt rund 1 km nordöstlich des Dorfs vorbei und beginnt im nun schon etwa 500 m breiten Talboden seine Schotterfracht abzulagern. Durch das Tal, hier am nördlichen Flussufer beim Nachbarstädtchen Rifreddo, verläuft die Strada Statale 662 (SS 622 oder „Via Valle Po“), die ins westliche Gebirge bzw. nach Osten über Saluzzo nach Turin führt.
Das Gemeindegebiet liegt etwas geneigt auf ca. 450–500 m über dem Meeresspiegel und hat eine Fläche von 5 km². Zur Gemeinde zählen die vier Fraktionen (Frazioni) Carpenetti, Barra, Para und Comba Nari Es leben 350 Einwohner (Stand 31. Dezember 2023) in der Gemeinde Gambasca. Die Position des Dorfes ermöglicht bei unverbauter und klarer Sicht den Blick zum Spitz des Monviso (Monte Viso) und zum Ende des Tales (Ort Paesana). In der Gegenrichtung ermöglicht es den Blick in die weite große Ebene – die Pianura. (Po-Ebene)
Die Nachbargemeinden von Gambasca sind Brossasco, Martiniana Po, Revello, Rifreddo und Sanfront.

## Geschichte

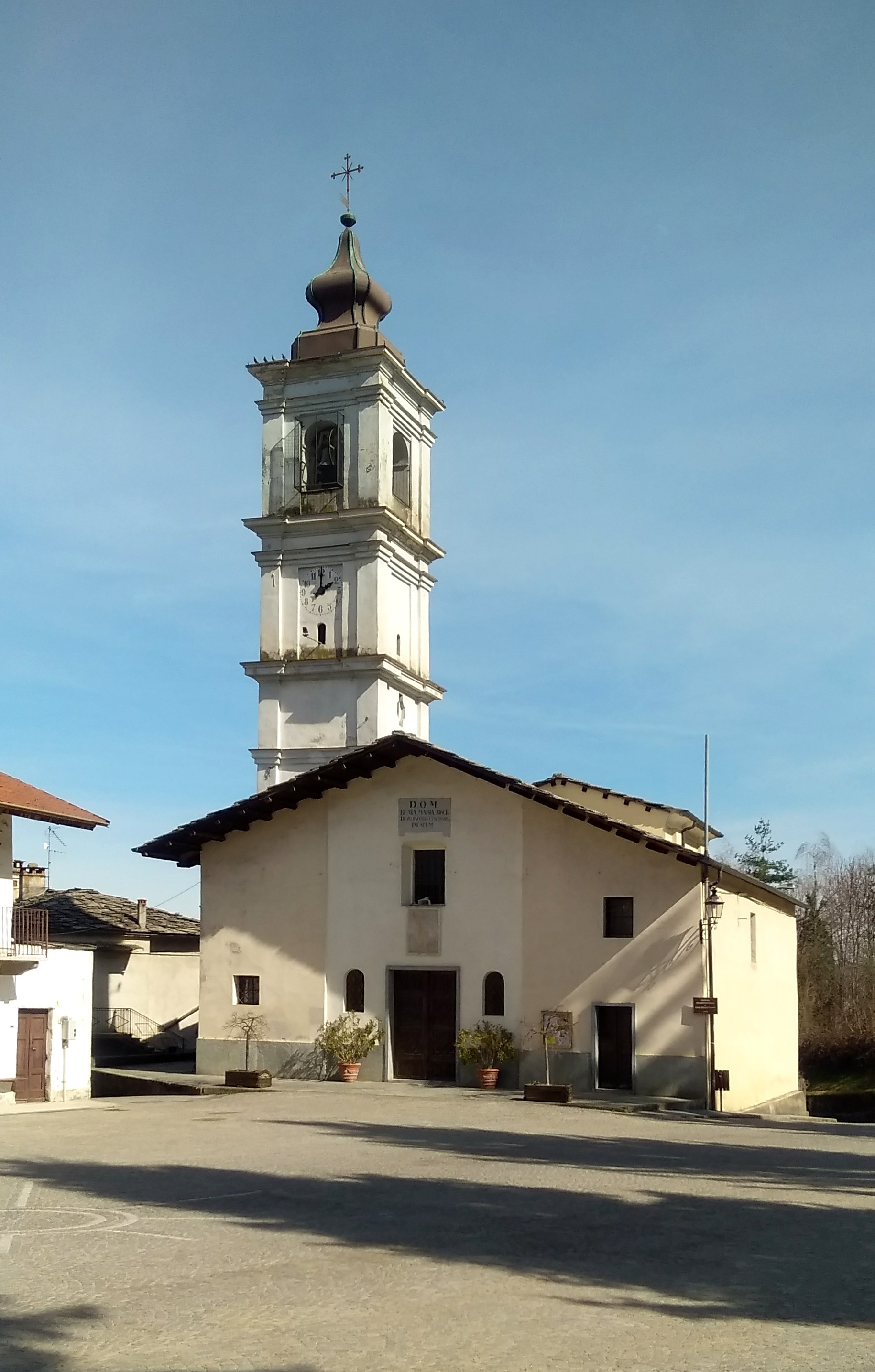
Im Zentrum

Der Ortsname, der in mittelalterlichen Dokumenten in den Formen „Gambasce“ und „Gambascha“ vorkommt, ist eine Ableitung von -ASCUS, einem Suffix ligurischen Ursprungs, vom keltischen Wort „cambus“, „gebogen“, das sich auf die durch gebildete Kurve bezieht das Tal an der Stelle, an der die Siedlung entstanden ist. Im Besitz der Markgrafen von Saluzzo, wurde es im 13. Jahrhundert an das nahegelegene Frauenkloster Rifreddo belehnt. Wie die umliegenden Gebiete war es verschiedenen Herrschaften unterworfen und wurde schließlich Teil des Staates Savoyen, dessen Schicksal es teilte. Die Geschichte nach der napoleonischen Invasion und der savoyischen Restauration verschmilzt mit der der übrigen Provinz, die sich aktiv im Kampf gegen den Nazi-Faschismus engagiert.

## Sehenswürdigkeiten
Sehenswert ist die Pfarrkirche San Sebastiano. Sie steht auf älteren Mauern und wurde 1735 im piemontesischen Barock erweitert.